# Bunaeopsis zaddachii
Bunaeopsis zaddachii är en fjärilsart som beskrevs av Herman Dewitz 1879. Bunaeopsis zaddachii ingår i släktet Bunaeopsis och familjen påfågelsspinnare. Inga underarter finns listade i Catalogue of Life.

## Bildgalleri

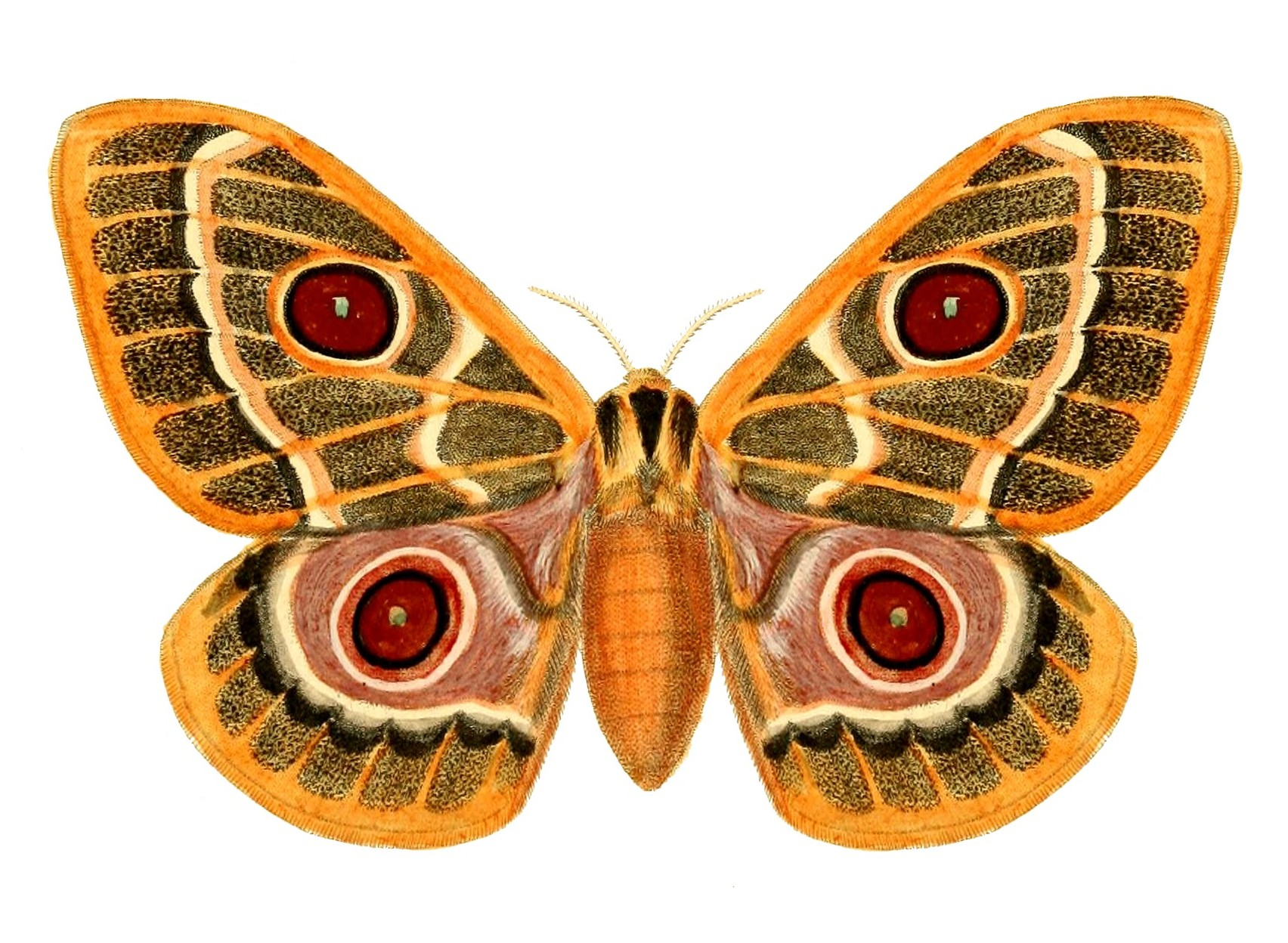